# Paul Til
Paul Til, né le 6 novembre 1891 dans le 19e arrondissement de Paris et mort le 23 mai 1926 dans le 4e arrondissement de Paris, est un boxeur professionnel français. Il est également le frère cadet de Édouard Til.

## Carrière
De 1908 à 1922, Paul Til, est l'un des meilleurs boxeurs professionnel français. Opposé à cinq reprises au futur champion du monde Georges Carpentier entre 1909 et 1910, il obtient d'abord un match nul avant de s'incliner à deux reprises, manquant le titre de champion de France alors en jeu. Lors du quatrième affrontement entre les deux hommes, un coup de tête de Carpentier met fin au combat sur un non-décision. Lors de son dernier affrontement avec le Lensons, Til obtient de nouveau un match nul.
Très actif, le boxeur multiplie les combats et montre ses talents hors des frontières, au Royaume-Uni, en Suisse et même en Australie, il fait partie de la tournée des boxeurs français à l'autre bout du monde en 1912. Lorsqu'il boxe à Paris, comme au Wonderland contre Young Lippo en 1911, il est apprécié par les spectateurs et observateurs qui rapprochent son style à celui de Carpentier. Avant la Première Guerre mondiale, Til a de nouvelles chances pour de prestigieux titres mais s'incline successivement contre Louis de Ponthieu pour le titre de champion de France des poids plumes puis contre Ted Lewis pour le titre de champion d'Europe de la catégorie. Lors de ce dernier match, il est disqualifié dans la douzième reprise pour avoir trop souvent tenu le bras de son adversaire dans les clinches.
Après la Grande Guerre, Paul Til reste actif et enchaîne les défaites jusqu'à la fin de sa carrière en 1922. Il combat notamment Frankie Brown au Cirque de Paris en 1920. Il meurt le 24 mai 1926 à Paris.